# Francesco Del Pugliese
Francesco di Filippo Del Pugliese (Firenze, 30 maggio 1458 – 1519 circa) è stato un politico e mecenate italiano.

## Biografia
Nipote di Piero Del Pugliese, fu come lo zio un ricco mercante e un attivo uomo politico. Nel 1485 si sposò con Alessandra Bonsi.
Fu priore di Firenze nel 1490-1491 e nel 1497-1498. Fu seguace savonaroliano, partecipando agli scontri nel convento di San Marco la notte dell'arresto del frate (8 aprile 1499).
Fu antimediceo, ricevendo un bando dalla città nel 1513, per aver insultato pubblicamente Lorenzo de' Medici, duca di Urbino. Alla morte, verso il 1519, lasciò i propri beni al nipote Niccolò.

## Mecenatismo
Fu un attivo mecenate, collezionando nel proprio palazzo le opere di numerosi artisti di prestigio attivi in città. Per lui Botticelli dipinse la Comunione di san Girolamo e Piero di Cosimo eseguì la celebre serie di spalliere con le Storie dell'umanità primitiva. Quest'opera in particolare, legata al progresso della civiltà prima e dopo la scoperta del fuoco, rivelano una personalità controcorrente, che rifiuta le dottrine dominanti, sia quella cristiana della Creazione biblica, sia quella neoplatonica dell'Età dell'oro.